# Dani Futuro
Dani Futuro is een Spaanse stripreeks van de schrijver Víctor Mora en de tekenaar Carlos Giménez. Tussen 1973 en 1983 verschenen er zeven albums die uitgegeven werden door Le Lombard of Uitgeverij Helmond.

## Verhaal
In de serie staan de avonturen centraal van Dani Futuro, een jongen die geboren werd in de 20e eeuw en die na een vliegtuigongeluk op de noordpool in het ijs werd gevangen. Als het vliegtuig in 2104 wordt gevonden slaagt men erin hem te doen ontwaken. 

## Albums
| Nummer | Titel                        |
| ------ | ---------------------------- |
| 1      | Planeet Nevermor             |
| 2      | Het ruimtekerkhof            |
| 3      | De planeet der verschrikking |
| 4      | De meesters van Psychedelia  |
| 5      | Een geërfde planeet          |
| 6      | De ondergang van een wereld  |
| 7      | De ruimte tovenaar           |